# ジョン・ブラウン (初代スライゴ侯爵)

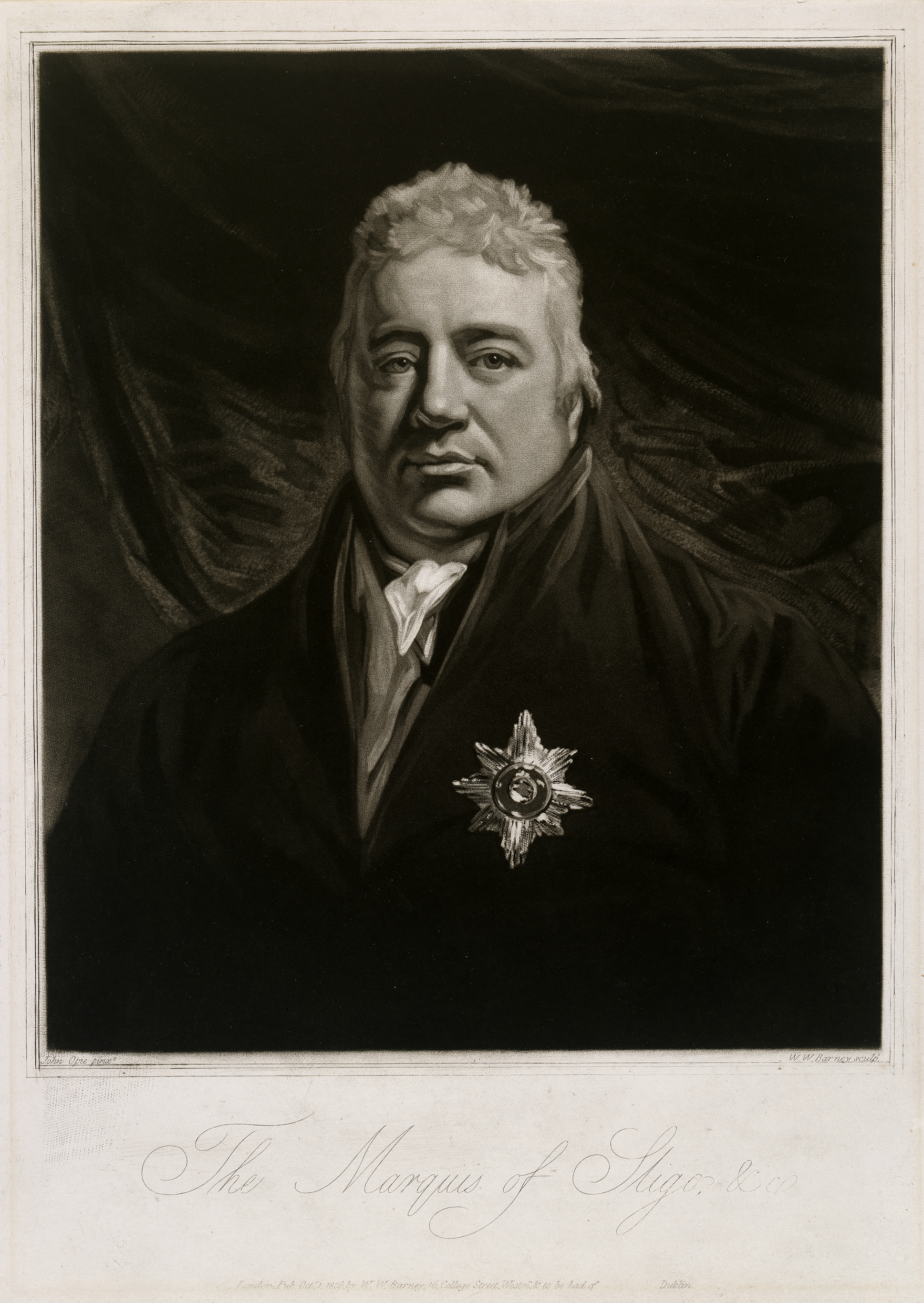
初代スライゴ侯爵の肖像画、1806年10月1日出版。

初代スライゴ侯爵ジョン・デニス・ブラウン（英語: John Denis Browne, 1st Marquess of Sligo KP PC (Ire)、1756年6月11日 – 1809年1月2日）は、アイルランド王国出身の貴族、政治家。1776年から1780年までウェストポート子爵の儀礼称号を使用した。

## 生涯
第2代アルタモント伯爵ピーター・ブラウンとエリザベス・ケリー（Elizabeth Kelly、1765年8月1日没、デニス・ケリーの娘）の息子として、1756年6月11日に生まれた。イートン・カレッジで教育を受けた。
1776年から1780年までジェームズタウン選挙区の代表としてアイルランド庶民院議員を務め、1779年にメイヨー県長官を務めた。
1780年12月28日に父が死去するとアルタモント伯爵位を継承、1781年11月22日にアイルランド貴族院議員に就任した。その後、1787年にアイルランド枢密院の枢密顧問官に任命され、1800年8月5日に聖パトリック勲章を授与され、8月11日に正式に聖パトリック騎士団員に叙任された。
アイルランド王国とグレートブリテン王国の合同を強く支持したため、合同直前の1800年12月29日にアイルランド貴族であるスライゴ侯爵に叙され、連合王国議会では1801年にアイルランド貴族代表議員がはじめて選出されたとき、貴族代表議員28名のうちの1名に当選した。1806年2月20日には連合王国貴族であるメイヨー県におけるウェストポートのモントイーグル男爵に叙された。
1809年1月2日にピカデリーで死去、アイルランドにある家族納骨所に埋葬された。息子ハウ・ピーターが爵位を継承した。

## 家族

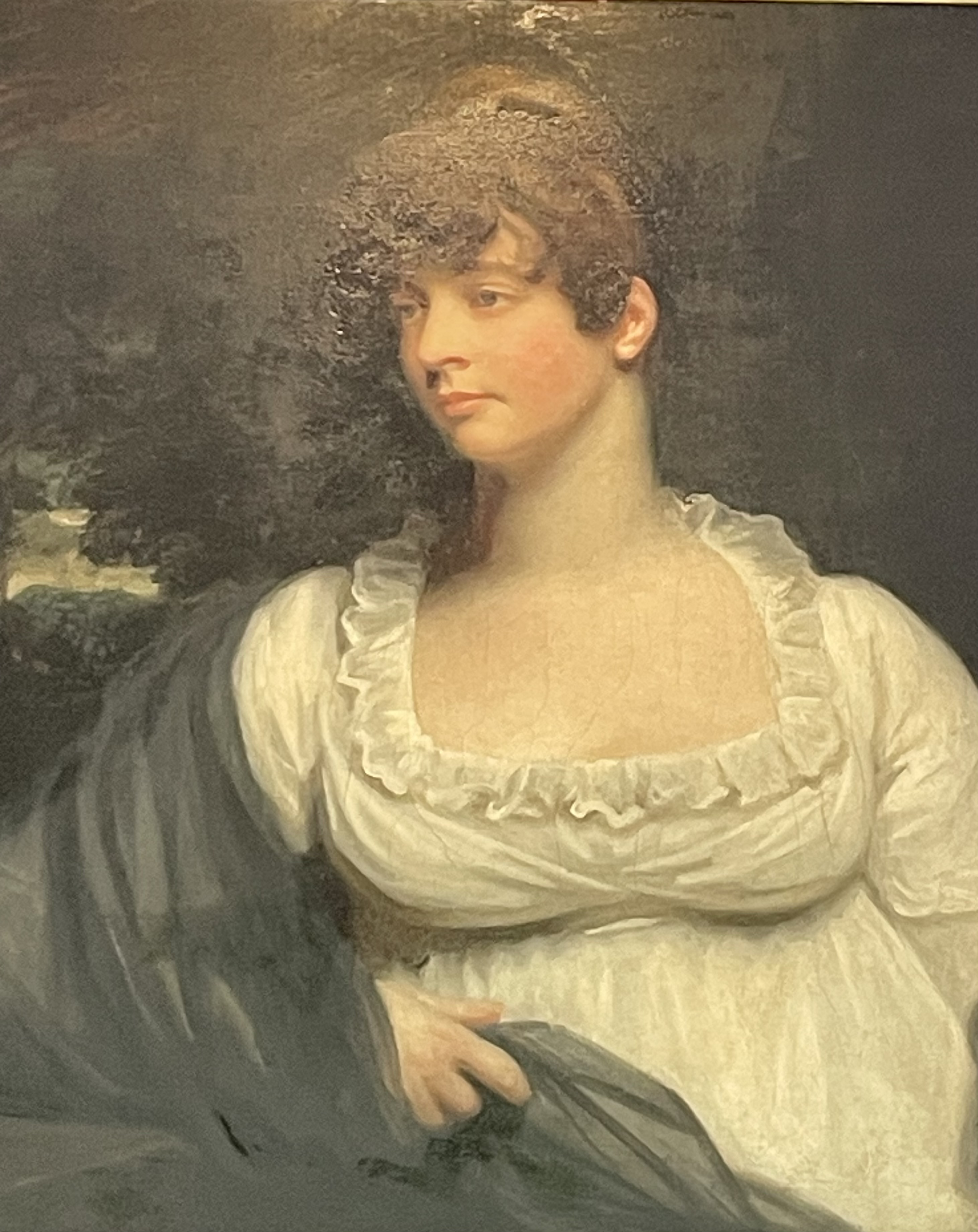
スライゴ侯爵夫人ルイーザ・キャサリン

1787年5月21日、ルイーザ・キャサリン・ハウ（Louisa Catharine Howe、1767年12月9日 – 1817年8月20日、初代ハウ伯爵リチャード・ハウの娘）と結婚、1男をもうけた。
- ハウ・ピーター（1788年 – 1845年） - 第2代スライゴ侯爵